# Xavier Victor Thibaut
Xavier Victor Thibaut (Dinant, 27 oktober 1817- Namen, 29 februari 1892) was een Belgisch politicus voor de Katholieke Partij en voorzitter van de Belgische Kamer van volksvertegenwoordigers.

## Levensloop
Na zijn opleiding aan het klein seminarie in Floreffe, studeerde Thibaut aan de Universiteit van Leuven. Hij promoveerde er tot doctor in rechten. Nadat hij stage liep bij de twee grote Luikse juristen Lesoinne en Forgeur, verliet hij echter de rechten en ging bij zijn familie op een boerderij in Dorinne wonen, waar hij voornamelijk aan landbouw deed. Van 1843 tot aan zijn dood was hij burgemeester van deze gemeente
In 1848 nam zijn leven een andere wending toen Thibaut in de politiek stapte. Vrijwel onmiddellijk werd hij tot volksvertegenwoordiger verkozen in het arrondissement Dinant. Dit mandaat vervulde hij van 1848 tot 1857 en van 1859 tot zijn dood. In 1870 werd Thibaut ondervoorzitter van de Kamer en één jaar later werd hij er voorzitter van. Hij vervulde dit mandaat tot in 1878 en werd toen opgevolgd door Charles Rogier.
Na de liberale nederlaag bij de parlementsverkiezingen van 1884 werd hij opnieuw voorzitter van de Kamer van volksvertegenwoordigers. Enkele maanden later gaf hij echter zijn voorzitterschap door aan Théophile de Lantsheere. In 1885 nam hij deel aan de Koloniale Conferentie van Berlijn over de verdeling van Afrika.
Thibaut was grootofficier in de Leopoldsorde.